# 施万费尔德
施万费尔德是德国巴伐利亚州的一个市镇。总面积12.00平方公里，总人口1918人，其中男性965人，女性953人（2011年12月31日），人口密度160人/平方公里。